# Kalundborg Refinery
Kalundborg Refinery i Kalundborg er Danmarks største olieraffinaderi. Her raffineres råolie og kondensat til benzin, dieselolie, propan, fyringsolie og fuelolie.
Raffinaderiet blev anlagt i 1960 af Tidewater Oil Company og er løbende udvidet af de forskellige ejere, således at det i dag bearbejder op til 5,5 millioner tons råolie, kondensat samt blandeprodukter om året.
Raffinaderiet beskæftiger godt 400 medarbejdere, og er i dag eget af Klesch group.
I april og maj måned 2016, var der det man i branchen kalder turn-around, hvor produktionen bliver helt eller delvist lukket ned, for at udføre mekanisk vedligehold. Nedlukningen i 2016 var den største i raffinaderies tid, og 1200 mand skulle der til for at holde tidsplanen.
Raffinaderiet indgår i et miljøsamarbejde – industriel symbiose – i Kalundborg.